# Lliga Sarda
La Lliga Sarda (Lega Sarda) fou un moviment independentista sard fundat el 1943 per Bastià Pirisi. Aquest era un antic militant del Partit Sard d'Acció que residia a Roma. Quan les tropes nazis abandonaren Sardenya després de l'armistici de 1943, l'illa restà aïllada del continent, que es trobava en una situació força convulsa. Això ho intentà aprofitar Pirisi per a proposar la independència, i convidà Emilio Lussu, aleshores cap del PSdAz, a posar-se al cap de la insurrecció. Tanmateix, un cop acabada la guerra, el PSDAZ i Lussu adoptaren una deriva italianista i enemiga de l'independentisme.
El seu programa era rigorosament independentista, enemiga de tot el que suposés d'italià, i tenien com a òrgan La Voce di Sardegna, des del qual va intentar recuperar episodis històrics i propagandístics com Elionor d'Arborea, l'anarquista Michele Schirru (qui va atemptar contra Benito Mussolini) o el Tractat de Londres de 1718. Va rebre el suport el pare del sardisme, Camillo Bellieni, i del cap del Moviment Independentista Sicilià, Andrea Finocchiaro Aprile.
Es va presentar a les eleccions de 2 de juny de 1946 amb el símbol del nuragh amb l'escut sard i estrelles de quatre puntes, però només va obtenir 10.000 vots i cap representació, cosa que va suposar la desaparició del grup.
Per un article de febrer de 1947 (l'últim de la revista), on afirmava que el feixisme sard fou fonamentalment honest, fou considerada filofeixista. En realitat, Pirisi fou sempre hostil a Mussolini i només feia un judici des del punt de vista nacionalista sobre la ideologia, la cultura i la problemàtica de Sardenya, que no coincidia precisament amb la de la Resistència italiana.